# 比羅傑布爾縣
比羅傑布爾縣是孟加拉國巴里薩爾專區的一個縣，位於該國南部。面積1,307.61平方公里。2001年人口1,111,068人。
下分六個鄉。